# Trenomyces histophtorus
Trenomyces histophtorus är en svampart som beskrevs av Chatton & F. Picard 1908. Trenomyces histophtorus ingår i släktet Trenomyces och familjen Laboulbeniaceae.   Inga underarter finns listade i Catalogue of Life.